# 多林駅
多林駅（たりんえき）は、台湾嘉義県阿里山郷にある阿里山森林鉄路阿里山線の駅。
標高は1,534メートル。原住民であるツォウ族の言葉で付近の集落が密林（中国語では「茂密森林」）を意味する「トロエン」と呼ばれていたことで
日治時代に「多囉嘕（たろえん）」または「多囉」の字があてられ、後に音と意味が近い多林となった。

## 駅構造
上下列車交換が可能な2線をもつ地上駅。駅舎付近は緩いカーブ上にあり、大凍山が見渡せる。蒸気運転時代の給水管が現存している。

## 利用状況
2017年7月運行開始の週1便のクルージング列車（嘉義駅 - 十字路駅）が当駅に停車する。

## 駅周辺
- 多林部落聯絡道

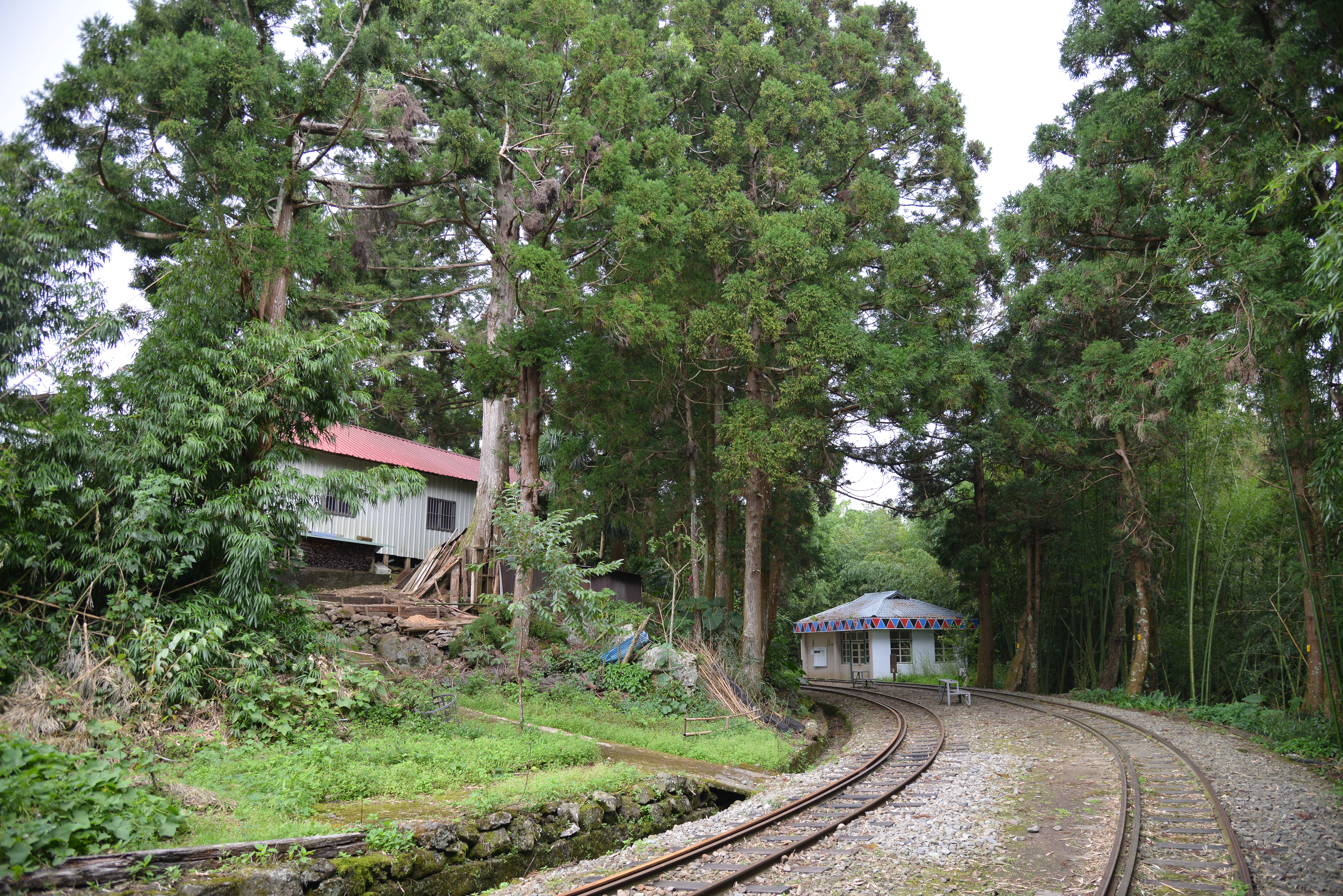
集落への遊歩道

## 歴史
- 1912年（大正元年）10月1日 - 「トロエン驛」として開業。
- 不明 - 「多囉嘕」駅に改称
- 1964年（民国53年）3月 - 多林駅に改称[2]。
- 1985年 - 無人招呼駅に降格。
- 1999年9月21日 - 921大地震で不通に。
- 2009年8月8日 - 八八水害により再度不通に。
- 2017年7月5日 - 十字路駅までの区間が復旧、週1便のクルージング列車運行開始[3][4][5]。

## 隣の駅
阿里山森林鉄路
■阿里山線
奮起湖駅 - 多林駅  - 十字路駅